# Ceropegia moyalensis
Ceropegia moyalensis là một loài thực vật có hoa trong họ La bố ma. Loài này được (H.Huber) M.G.Gilbert mô tả khoa học đầu tiên năm 2002.